# Epodes
Els Iambes (Iambi, en llatí) o Epodes (Epodos, en llatí) –que és el nom amb què els estudiosos s'han referit a aquesta obra horaciana des de Quintilià (Institució oratòria, X, 1, 96)– és un poemari format per disset composicions de temàtica diversa (s'hi tracten l’amor, el desig per l’acabament de les guerres civils, el destí de Roma, els vicis de l’època, entre altres temes), escrites amb un cert lirisme i d’una manera més o menys sarcàstica i violenta, que apareix aproximadament el 30 aC, després que hagi vist la llum el primer llibre de les Sàtires (35-34 aC) i gairebé en el mateix moment en què l’autor, Horaci, en publica el segon. Dels disset poemes que formen el llibre, onze estan escrits en metres iàmbics i sis, en una combinació de dàctils i iambes –d’aquí que l'escriptor de Venosa els anomeni iambi (‘iambes’). El nom dels poemes amb què se’ls coneix (el d’epodes) ens indica la forma dels metres que hi trobem, atès que un epode és, mètricament parlant, la segona línia, més breu, d’un dístic. I, per extensió, el nom d’epode va ser aplicat pels metricòlegs grecs a tot poema escrit en aquests metres. En una de les seves Epístoles (I, 19, 23), Horaci ens explica que, per a la composició dels Epodes, ha seguit els metres i l'esperit de l'escriptor líric grec Arquíloc de Paros, però no els temes que tracta en els seus poemes ni les expressions que hi utilitza. Tanmateix, els poemes iàmbics que formen els Epodes contenen molts elements de la poesia d'Arquíloc: certs insults, la sàtira com a composició poètica primordial per a la descripció de la realitat, algunes màximes moralitzadores i el tema de l'amistat.

## Transmissió del text
L’obra d'Horaci és molt llegida (sobretot, a les escoles) i comentada durant tota l'antiguitat (des de la seva publicació) i bona part de l'alta edat mitjana, cosa que n’assegura la supervivència en manuscrits. Arribat el segle vi, però, comença una època en què l’interès per Horaci, així com per la majoria dels escriptors clàssics, decau totalment. Ara bé, al segle ix, amb el renaixement carolingi, les obres horacianes ocupen un lloc preeminent en les biblioteques i són copiades en els scriptoria de catedrals i monestirs. Els còdexs més antics que es conserven d'Horaci són d’aquest segle, la qual cosa és un fet ben significatiu. Tots els manuscrits coneguts deriven d’un sol arquetip, cosa que demostren els errors comuns que s'hi troben. No obstant això, és impossible de dir amb certesa a quina època pertany aquest arquetip, que tant podria ser l'edició de Probus (segle I dC) com la d’Acró o la de Porfirió (segles II o III dC), o fins i tot una altra d’inconeguda. De les dues còpies que es van fer de l’arquetip esmentat, en deriven dos corrents de variants que, molt probablement, en certa manera, es van anar contagiant recíprocament al llarg del temps. Es tracta de dues branques que tenen com a caràcter distintiu el diferent ordre en què venen donades les diverses obres.
Els Epodes –que és l’obra que ara ens interessa– es troben en els còdexs que s'esmenten a continuació (entre parèntesis hi ha escrit el nom amb què se’ls designa generalment). Pel que fa als que pertanyen a la primera branca, tenim el Parisinus 7900 A (A), del segle x, conservat a la Biblioteca d'Hamburg, que conté el final dels Epodes (16, 27 – 17, 81); el còdex miscel·lani Bernensis 363 (B), del segle ix, escrit en lletra irlandesa, que només en conté alguns passatges; el Monacensis Latinus 14685 o Emmerammensis (C), dels segles xi o xii, procedent de Sant Emmeram de Ratisbona, que conté gairebé tota l’obra (1, 24 – 17), i el Mellicensis (M), del segle xi, procedent del monestir de Melk, que conté tots els poemes que formen part dels Epodes. Pel que fa als que pertanyen a la segona branca, tenim el Parisinus 7979 (φ), del segle x, que també els conté tots, així com el Parisinus 7971 (ψ), també del segle x, conservat a la Biblioteca Nacional de París; el Harleianus 2725 (δ), del segle ix, conservat al Museu Britànic, a Londres, que també conté íntegres els Epodes, així com el Parisinus 10310 (π), de finals del segle ix o bé de començaments del X, que també els conté tots; el Vaticanus Reginae 1703 (R), del segle ix, conservat a la Biblioteca Vaticana, deriva d’un manuscrit de la segona branca, alterat per una recensió feta a la vista d’un del grup M, i conté els Epodes íntegrament, així com el Vetustissimus Blandinianus (V), probablement del segle ix o del X, que només se’l coneix per les referències que hi fa Jacobus Cruquius (Jacob van Cruucke) en les seves edicions d'Horaci.

## Edicions i traduccions
L'edició prínceps de tota l’obra sencera d'Horaci és impresa a Milà cap al 1470. Durant els segles xv i xvi apareixen diverses edicions de tota l’obra fetes per humanistes eminents, com ara les de Landino (Florència, 1482; Venècia, 1483), la d’Henri Estienne (París, 1549) i la de Muret (Venècia, 1551). Però és amb l'edició de Lambin (del 1561) que comença l’època d’estudi crític del text a través de la consulta dels manuscrits contenidors de les obres d'Horaci. El 1578, es publica a Anvers l'edició de l’obra horaciana íntegra de Cruquius, de gran valor filològic, que l'editor elabora, sobretot, tot i tenir en compte d'altres manuscrits, a partir de les notes preses del còdex V. A mitjan segle xvii, els editors decideixen voler millorar el text que apareix en els diferents manuscrits que el conserven. Llavors, es troben errors, interpolacions, se suprimeixen versos i, fins i tot, se n’alterna l’ordre d’alguns. El 1711, un filòleg anglès, Richard Bentley, publica a Cambridge una edició de tota l’obra d'Horaci, que, amb el temps, ha rebut els elogis merescuts pel nombre de correccions excel·lents sobre el text transmès per la tradició manuscrita. Cap a finals del segle xix i a començaments del xx, es torna a imposar la tendència de respectar al màxim les lliçons del text horacià donades per la tradició. Els impulsors d’aquesta tendència són Otto Keller i Alfred Throphil Holder, que publiquen a tombant de segle xix les seves dues edicions, després d’haver fet un bon estudi crític dels manuscrits. La seva feina ha estat decisiva pel que fa a la col·lació dels manuscrits, però no ha estat gaire convincent pel que fa a la classificació d’aquests. L'editor Friedrich Vollmer, en les seves dues edicions (de començaments del segle xx), divideix els còdexs horacians en dos grups, que vindrien a ser les dues branques de les quals es parla en l’apartat d’aquest article anomenat «Transmissió del text». I és que aquesta classificació és la que ha estat admesa, generalment, per tots aquells que han editat posteriorment les obres d'Horaci.
Pel que fa a les edicions crítiques modernes que contenen els Epodes, cal esmentar aquestes dues: la de d’E. K. Wickham, revisada per H. W. Garrod (Oxford: Oxford Classical Texts, 1912) i la de D. R. Shackleton Bailey (Múnic-Leipzig: BSGRT, 2001). I pel que fa a les edicions bilingües (text original i traducció), cal anomenar les següents: la de François Villeneuve, Odes et épodes (París: Les Belles Lettres, 1927), amb traducció francesa; la de Tito Calmarino i Domenico Bo, Le Opere di Horaci (Torí: UTET, 1975), amb traducció italiana; la de Josep Vergés, Odes i epodes, vol. I i II (Barcelona: Fundació Bernat Metge, 1978-1981), amb traducció catalana; la de Manuel Fernández-Galiano i Vicente Cristóbal, Odas y Epodos (Madrid: Cátedra, 1990), amb traducció espanyola, i la de Niall Rudd, Odes and Epodes (Cambridge: Loeb Classical Library – Harvard Universtity Press, 2004), amb traducció anglesa.
Resta ara, només, comentar les diferents traduccions catalanes íntegres dels Epodes: el 1975, apareix publicada per l'Acadèmia Catòlica de Sabadell la traducció feta per Josep Maria Llovera dins el llibre Versions de l’obra completa d’Horaci i de quinze rapsòdies de la Ilíada d’Homer; entre els anys 1978 i 1981, es publiquen, en dos volums i en edició bilingüe (llatí i català), sota el títol Odes i epodes, les obres Odes, Cant Secular i Epodes, traduïdes per Josep Vergés, dins la col·lecció «Escriptors Llatins» de la Fundació Bernat Metge (Institut Cambó – Editorial Alpha); el 2004, veu la llum l'excel·lent traducció dels Epodes feta per Joan Carbonell i Manils per a la col·lecció «L’Esparver Clàssic» (núm. 51) de l'editorial La Magrana (RBA Llibres), i, finalment, el 2011, Edicions 62 i Editorial Alpha, dins la col·lecció «Biblioteca Grècia i Roma de la Bernat Metge», en un sol volum (núm. 8), publiquen novament la versió dels Epodes de Josep Vergés (Odes i epodes), encapçalada per una introducció feta pel filòleg clàssic alemany Hans Peter Syndikus (traduïda de l'anglès al català per Helena Lamuela Badia).

## Argument

### Temàtica general i recurrent
Pel que fa a la temàtica, els Epodes presenten una gran varietat de temes, però es podrien classificar en diversos conjunts: els poemes patriòtics (epodes 7, 9 i 16) tracten temes relacionats amb el destí de Roma, en els quals el poeta es preocupa per la incertesa dels esdeveniments futurs; els poemes crítics (epodes 4, 5, 6, 8, 10, 12 i 17) són aquells en què Horaci critica durament a personatges menors de la societat; el beatus ille, ja que, encara que els últims versos són una crítica a Alfi per practicar la usura, l'epode 2 –que s'inicia amb aquestes dues paraules («Beatus ille...»)– no s'inscriuria dins el conjunt de poemes crítics, sinó que formaria per ell mateix un conjunt diferent pel seu to líric; els poemes eròtics (epodes 11, 14 i 15) són epodes d’un to elegíac on apareixen els temes recurrents en aquest tipus de poesia, com, per exemple, el protagonista rebutjat, l'estimada que es lliura a un altre home, el desig de venjança, la invectiva contra els nous amants, etc. Hi trobem també un poema simposíac, l'epode 13, que pertany a la tradicional literatura simposíaca i descriu una escena típica de simposi. I, finalment, tenim els poemes amistosos (epodes 1 i 3), que són epodes en els quals s'expressa l’amistat d'Horaci amb Mecenàs, que, alhora, era el seu protector.
Cal dir també que en els Epodes apareixen una sèrie de temes recurrents: l’atac a les amants velles insaciables, que és un tòpic de la literatura i que apareix en els epodes 8 i 12; l’abominació de la lluita entre ciutadans, que apareix en els epodes 7 i 16; les penes d’amor, que apareixen en els epodes 11, 14 i 15, i la crítica de les pràctiques màgiques, que apareixen en els epodes 5 i 12.

### Personatges recurrents
En els Epodes trobem diversos personatges, alguns dels quals es repeteixen: el personatge de Mecenàs, amic i protector d'Horaci, que apareix en els epodes 1, 3, 9 i 14; el personatge de Canídia, dona que practica les arts màgiques, que apareix en els epodes 3, 5 i 17; el personatge de Mevi, un poeta llatí, que apareix explícitament en l'epode 10 i diverses interpretacions d’estudiosos consideren que també apareix en l'epode 6; el personatge de l’amant vella, que apareix en l'epode 8 i també es considera que apareix en l'epode 12, encara que en aquest cas no es faci al·lusió a l'edat de l’amant, i, per acabar, el personatge d’Inàquia, estimada d'Horaci, que apareix en els epodes 11 i 12.

### Resum general de cada epode
- Epode 1 – Horaci, en senyal de fidelitat, està predisposat a acompanyar Mecenàs, el seu amic i protector, a la campanya militar comandada per Cèsar August, encara que no tingui cap aptitud per a la guerra.
- Epode 2 – Aquest epode és el que va donar nom al tòpic literari del beatus ille (elogi de les virtuts de treballar i viure al camp, oposades als tràfecs que comporta la vida a la ciutat). Hi trobem, doncs, una lloança idealitzada de la vida al camp en boca de l’usurer Alfi, el qual, finalment, és incapaç de regenerar-se moralment i abandonar els aspectes materials de la vida quotidiana.
- Epode 3 – Mecenàs ha fet tastar a Horaci un menjar condimentat amb all, i com que aquest li produeix una gran ardor als budells, Horaci maleeix el condiment i desitja que Mecenàs tingui un fracàs amorós quan en torni a menjar a causa del seu mal alè.
- Epode 4 – Un antic esclau fanfarroneja per haver adquirit una gran riquesa i haver-se convertit en tribú militar, la qual cosa indigna tant al mateix poeta com als seus conciutadans.
- Epode 5 – Canídia vol sacrificar un infant amb la medul·la i el fetge del qual vol fer un beuratge màgic per fer tornar el seu amant Varus, però a aquest no li fa efecte la poció perquè els encanteris d’una altra bruixa ho contraresten.
- Epode 6 – El poeta retreu a un home –el qual s'ha interpretat que podria ser Mevi– que ataqui les persones més febles en comptes de les persones més fortes, com ell, ja que, si fos així, ell li contestaria.
- Epode 7 – El poeta recrimina als romans que siguin ells mateixos els destructors de la ciutat, però, consegüentment, atribueix la causa d’aquestes guerres civils al fratricidi de Ròmul a Rem.
- Epode 8 – Tot i que el poeta reconeix que encara l'exciten certes parts del cos de la seva amant vella, culpa al seu aspecte d’un episodi sexual fallit, que només es pot solucionar amb una fel·lació.
- Epode 9 – El poeta celebra amb Mecenàs la primera victòria de Cèsar bevent Cècub, però continua preocupat per com s'acabarà la guerra.
- Epode 10 – El poeta desitja que tots els vents i el mar embogit destrueixin la nau on viatja Mevi i que el seu cadàver sigui l’àpat de les gavines.
- Epode 11 – El poeta confessa al seu amic Peti que va patir molt quan estava enamorat d’Inàquia, perquè va haver de competir contra rivals més rics, i que ara està enamorat de Lísisc, amor que no desapareixerà si no és per la passió per una altra persona.
- Epode 12 – Horaci fuig d’una amant que li envia regals i cartes, la qual li retreu que va rebutjar Amintas de Cos per ell i aquest, al seu torn, la va rebutjar per l’amor d’Inàquia.
- Epode 13 – Mentre cau una tempesta, Horaci es reuneix amb altres persones per celebrar un simposi, en el qual beuen vi per esvair les preocupacions que els comporta un problema que, en aquest cas, no s'esmenta. Canídia i Horaci (Epode 17)[4]

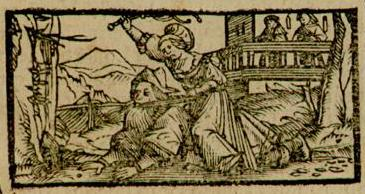
Canídia i Horaci (Epode 17)

- Epode 14 – Horaci s'excusa davant Mecenàs de no enllestir el poemari demanat a causa del seu enamorament per una cortesana, Frine, la qual cosa li produeix mals d’amor perquè Frine té el costum de lliurar-se a més d’un home.

- Epode 15 – El poeta retreu a la seva amant Neera que l’hagi abandonat després de prometre-li amor etern. Desitja trobar un nou amor per així poder-la rebutjar quan aquesta torni i desitja que el nou amant tingui un destí com el seu; és a dir, que també sigui abandonat.

- Epode 16 – Horaci retreu als romans que Roma s'arruïnarà per culpa seva amb les guerres civils, cosa que no havien aconseguit enemics externs. Davant d’això, el poeta anima els bons ciutadans a marxar a les illes en les quals regna la concòrdia, tal com ho ha predisposat Júpiter.
- Epode 17 – Horaci es retracta de les acusacions que ha fet sobre les arts màgiques de Canídia, però aquesta no li concedeix el perdó i l’avisa que el lliurarà a una mort lenta.[5]

## Influència delsEpodesen les literatures romàniques
Horaci ja va ser un poeta molt ben considerat pels seus contemporanis i pels escriptors llatins que el van succeir; altrament, no s'entendria que ens hagin pervingut totes les seves obres, cosa que només ha passat amb els escriptors que des de bon principi van passar a ser llegits i valorats en les escoles i que no han deixat de ser-ho al llarg de tota la història.
Des del punt de vista de la tradició literària, cal dir que la seva empremta ha estat tan profunda que pràcticament totes les literatures romàniques tenen el seu propi «Horaci»: així, per exemple, Jean Salmon Macrin (1490-1557), se’l considera l'Horaci francès; Luís Vaz de Camões (1524-1580), l'Horaci portuguès; Fray Luis de León (1527-1591), l'Horaci espanyol; Giuseppe Parini (1729-1799), l'Horaci italià; Mihai Eminescu (1850-1889), l'Horaci romanès, i Miquel Costa i Llobera (1854-1922), l'Horaci català.
Malgrat, però, que, en general, la influència de l’obra lírica d'Horaci ha passat, sobretot, per la imitació formal de les Odes, el tema del segon epode (el beatus ille) és el que més s'ha tractat en la literatura universal, atès que aquest poema se l’ha considerat un dels millors cants a l'excel·lència de la vida rural, enfront de la vida urbana, com a metàfora de la vida senzilla i retirada.

### En la literatura catalana
En la literatura catalana, no és fins a mitjan segle xix que la producció literària en llengua catalana descobreix la presència d'Horaci més enllà del context escolar, amb motiu de la represa de la consciència nacional.
Així, doncs, grans poetes com Josep Lluís Pons i Gallarza (1823-1894) o Teodor Llorente (1836-1911) canten dos dels principals tòpics horacians: la descripció del paisatge idealitzat com a sinònim de la vida plaent i tranquil·la, i la fugacitat del temps. D’una banda, Pons i Gallarza ho manifesta en el poema titulat «Los tarongers de Sóller», considerat com un dels millors poemes de la seva producció. I, de l’altra, Llorente ho manifesta en el poema titulat «Vora el barranc dels Algadins».
A més a més, a les darreries del segle xix, es comença a desenvolupar als Països Catalans la traducció dels clàssics, per la qual cosa diversos filòlegs fixen el seu interès en els autors clàssics, i Horaci hi ocupa un lloc destacat. Així, literats com Joan Montserrat, Ramon-Enric Bassegoda, Joaquim Maria Bartrina o Joan Sardà, elaboren traduccions o adaptacions d'Horaci. També cal dir que, per exemple, Bartrina (1850-1880) parafraseja el tema del beatus ille en la darrera estrofa del seu poema més aconseguit, «Epístola».
És convenient destacar també dos reculls poètics, ambdós titulats Horacianes, l’un escrit pel mallorquí Miquel Costa i Llobera (1854-1932), considerat l'Horaci català, i l’altre, pel valencià Vicent Andrés Estellés (1924-1993). El poemari d'Estellés recull els principals temes de preocupació de l’autor, que coincideixen majoritàriament amb els que preocupaven Horaci, és a dir, des del cant a la quotidianitat o als petits i grans plaers de la vida fins al cant patriòtic. En canvi, el poemari de Costa i Llobera representa un recull de les posicions estètiques i culturals del moment que volen donar continuïtat a la reacció classicitzant antiromàntica d'altres èpoques, enfront de l'espontaneisme, el decadentisme i el vitalisme modernistes conreats en la literatura catalana.

### En la literatura espanyola
En la literatura espanyola, el primer escriptor que recrea explícitament els versos d'Horaci en mètrica espanyola és Íñigo López de Mendoza, el marquès de Santillana (1398-1458), en les estances XVI, XVII i XVIII de l'al·legòrica i dantesca Comedieta de Ponza, en què el mot beatus adopta una ambigua ressonància cristiana. Ara bé, el ressò més conegut del beatus ille es troba en la recreació que en fa Fray Luis de León (1527-1591), considerat l'Horaci espanyol, en el seu poema Vida retirada, en què, alhora, fa una traducció del segon epode. Garcilaso de la Vega (1501-1536) també idealitza la vida al camp en les seves Églogas. Aquest tòpic literari també és imitat per Lope de Vega (1562-1635) en la cançó «¡Oh libertad preciosa!», amb la qual s'acaba el primer llibre de La Arcadia, i també per Miguel de Cervantes (1547-1616) en el llibre quart de La Galatea, i Bartolomé Leonardo de Argensola (1562-1631) en compon dues paràfrasis en les seves Rimas. Igualment, Luis de Góngora (1561-1627) n’elabora una variació en els versos 94-135 de la seva Soledad primera, en la qual hi ha també moltes referències a un altre dels tòpics encunyats per Horaci, el de l'aurea mediocritas (és a dir, l'exaltació del terme mitjà). El tòpic horacià que ha fet més fortuna (el del beatus ille) també es pot trobar en algunes de les composicions dels poetes del barroc sevillà, com, per exemple, en l'elegia «De la felicidad de la vida», que forma part de l’obra titulada Rimas, de l'escriptor Juan de Jáuregui (1583-1641).